# گودیگامووا
گودیگامووا (به لاتین: Godigamuwa) یک منطقهٔ مسکونی در سری‌لانکا است که در استان مرکزی (سری‌لانکا) واقع شده‌است.